# Donnie Freeman
Donald E. « Donnie » Freeman, né le 18 juillet 1944 à Madison, dans l'Illinois, est un ancien joueur américain de basket-ball. Il évolue au poste d'arrière.

## Palmarès
- Champion ABA 1973
- 5 fois All-Star ABA (1968, 1969, 1970, 1971, 1972)
- Nommé dans la All-ABA First Team 1972
- Nommé dans la All-ABA Second Team 1970, 1971, 1972